# Madimba
Madimba, também grafada como Nadinba, é uma cidade e comuna angolana que se localiza na província de Zaire, pertencente ao município de Mabanza Congo.